# Коновченко, Илья Потапович
Илья Потапович Коновченко (20 мая 1915 — 25 сентября 1943) — красноармеец Рабоче-крестьянской Красной Армии, участник Великой Отечественной войны, Герой Советского Союза (1943).

## Биография
Илья Коновченко родился 20 мая 1915 года в селе Трояндовое (ныне — Лиманский район Одесской области Украины). До призыва в армию работал трактористом в машинно-тракторной станции. В 1941 году Коновченко был призван на службу в Рабоче-крестьянскую Красную Армию. С июля того же года — на фронтах Великой Отечественной войны. В апреле 1942 года был тяжело ранен. Участвовал в Сталинградской и Курской битвах. К сентябрю 1943 года гвардии красноармеец Илья Коновченко командовал отделением 222-го гвардейского стрелкового полка 72-й гвардейской стрелковой дивизии 7-й гвардейской армии Степного фронта. Отличился во время битвы за Днепр.
В ночь с 24 на 25 сентября 1943 года Коновченко переправился через Днепр в районе села Бородаевка Верхнеднепровского района Днепропетровской области Украинской ССР и принял активное участие в боях за захват и удержание плацдарма на его западном берегу. Только за 25 сентября отделение Коновченко отразило 12 вражеских контратак. Коновченко получил два ранения, но продолжал сражаться. Отделению удалось удержать позиции до подхода основных сил, но Коновченко пропал без вести, вероятно, погибнув от прямого попадания бомбы.
Указом Президиума Верховного Совета СССР от 26 октября 1943 года за «успешное форсирование Днепра, прочное закрепление плацдарма на его западном берегу и проявленные при этом отвагу и геройство» гвардии красноармеец Илья Коновченко посмертно был удостоен высокого звания Героя Советского Союза. Также был награждён орденами Ленина и Красной Звезды, медалью «За отвагу». Навечно зачислен в списки личного состава воинской части.